# Kristián August II. Šlesvicko-Holštýnsko-Sonderbursko-Augustenburský
Kristián August II. Šlesvicko-Holštýnsko-Sonderbursko-Augustenburský (Kristián Karel Fridrich August; 19. července 1798, Kodaň – 11. března 1869, Primkenau), běžně známý jako Kristián, vévoda z Augustenburgu, byl německý princ a státník. V 50. a 60. letech 19. století si nárokoval provincie Šlesvicko a Holštýnsko a po smrti krále Frederika VII. kandidoval na dánský trůn. Byl tchánem princezny Heleny (dcery britské královny Viktorie a dědem Augusty Viktorie, poslední německé císařovny a manželky císaře Viléma II.

## Rodina

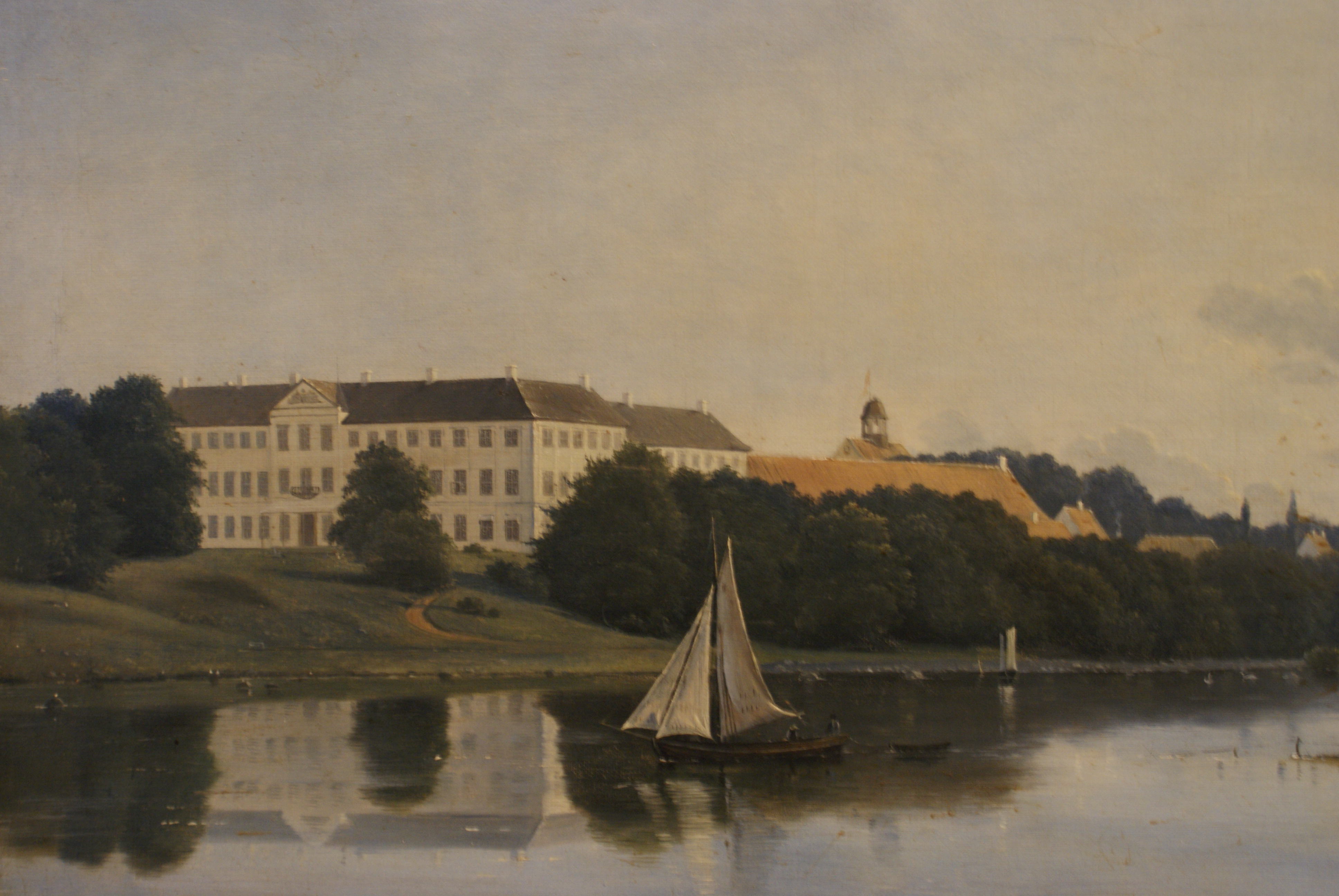
Palác Augustenborg v roce 1845.

Přes svou matku byl Kristián blízký příbuzný dánských králů Kristiána VII., Frederika VI. a Kristiána VIII. a v 60. letech 19. století si nárokoval dánský trůn.
Narodil se jako šlesvicko-holštýnsko-sonderbursko-augustenburský princ a potomek vedlejší linie dánské královské rodiny Oldenburků a jako takový byl držitelem Augustenborgu a Sønderborgu. Nárokoval si vládu nad provinciemi Šlesvicko a Holštýnsko a během dánské nástupnické krize způsobené úmrtím bezdětného krále Frederika VII. kandidoval na postavení dánského krále. Trůn však nezískal a králem se stal jeho vzdálený příbuzný Kristián Šlesvicko-Holštýnsko-Sonderbursko-Beckský.
Kristián August se narodil jako nejstarší syn augustenburského vévody Fridricha Kristiána II. a jeho manželky Luisy Augusty Dánské. Otec byl hlavou starší vedlejší větve dánského vládnoucího rodu, a tedy nejbližší příbuzný dánských králů. Matka byla (oficiální) dcerou dánského krále Kristiána VII., sestrou krále Frederika VI. a sestřenicí krále Kristiána VIII. Díky těmto vazbám byl Kristián August vysoko v linii následnictví dánského trůnu. Také se těšil vlivu u dánského dvora, protože jeho sestra Karolina Amálie byla milovanou druhou manželkou krále Kristiána VIII.
Rodina Kristiána Augusta prohrála v boji o dánský trůn hlavně kvůli široce přijímané víře, že jeho matku ve skutečnosti zplodil Johann Friedrich Struensee, královský lékař Kristiána VII. Pokud by to byla pravda, znamenalo by to, že Kristián August nebyl skutečným legitimním potomkem Frederika III., prvního dědičného panovníka Dánska. Jeho nárok byl dále oslaben tím, že se z lásky oženil s hraběnkou Luisou Žofií z Danneskiold-Samsøe, ženou nerovného postavení.

## Život
V roce 1848 vyvolaly německé nacionalistické sympatie povstání ve Šlesvicku-Holštýnsku proti dánské nadvládě. V Kielu byla ustavena prozatímní vláda pod vedením vévody z Augustenborgu, který odcestoval do Berlína, aby si zajistil pomoc Pruska při prosazování svých práv. Následovala prusko-dánská válka.
Evropské mocnosti se však jednotně postavily proti jakémukoli rozdělení Dánska. Mimo jiné ruský car Mikuláš I., který jako hlava starší linie Holstein-Gottorp mluvil s autoritou, považoval vévodu z Augustenborgu za rebela. Rusko zaručilo Šlesvicko dánské koruně smlouvami z let 1767 a 1773.
Mírová smlouva mezi Dánskem a Pruskem byla podepsána 2. července 1850 v Berlíně. Obě strany si vyhradily svá předchozí práva. Dánsko bylo spokojeno s tím, že smlouva zmocnila krále-vévodu k obnovení své autority v Holštýnsku se souhlasem Německého spolku i bez něj. Kristián August byl zbaven moci, když do vévodství vpochodovaly dánské jednotky, aby si provincii podmanily.
Otázka augustenburského nástupnictví znemožnila dohodu mezi hlavními mocnostmi a 31. března 1852 vévoda z Augustenburgu rezignoval na svůj nárok výměnou za peněžní kompenzaci. Vévoda Kristián prodal svá práva na šlesvicko-holštýnské vévodství Dánsku po londýnské smlouvě.
V roce 1864 se jeho syn Fridrich prohlásil právoplatným šlesvicko-holštýnským vévodou.
Vévoda Kristián zemřel 11. března 1869 ve věku 70 let v pruském městě Primkenau.

## Manželství a potomci
18. září 1820 se dvaadvacetiletý Kristián August oženil s o dva roky starší Luisou Žofií, dánskou šlechtičnou z rodu Danneskiold-Samsøe, což byla nemanželská větev královského rodu Oldenburků. Manželé spolu měli sedm dětí:
- Alexandr Šlesvicko-Holštýnský (20. července 1821 – 3. května 1823)
- Luisa Augusta Šlesvicko-Holštýnská (28. srpna 1823 – 30. května 1872)
- Karolína Amálie Šlesvicko-Holštýnská (15. ledna 1826 – 3. května 1901)
- Vilemína Šlesvicko-Holštýnská (24. března 1828 – 4. července 1829)
- Fridrich VIII. Šlesvicko-Holštýnský (6. července 1829 – 14. ledna 1880), ⚭ 1856 Adléta z Hohenlohe-Langenburgu (20. července 1835 – 25. ledna 1900
- Kristián Šlesvicko-Holštýnský (22. ledna 1831 – 28. října 1917), ⚭ 1865 Helena Britská (25. května 1846 – 9. června 1923)
- Henrietta Šlesvicko-Holštýnská (2. srpna 1833 – 18. října 1917), ⚭ 1872 Friedrich von Esmarch (9. ledna 1823 – 23. února 1908), německý chirurg

## Vývod z předků
|                                                                      |                                                                        |  |  |                                                                    |  |  |  |  |  |  |  | Frederik Vilém Šlesvicko-Holštýnsko-Sonderbursko-Augustenburský |
|                                                                      |                                                                        |  |  |                                                                    |  |  |  |  |  |  |  |                                                                 |
|                                                                      | Kristián August Šlesvicko-Holštýnsko-Sonderbursko-Augustenburský       |  |  |                                                                    |  |  |  |  |  |  |  |                                                                 |
|                                                                      |                                                                        |  |  |                                                                    |  |  |  |  |  |  |  |                                                                 |
|                                                                      |                                                                        |  |  | Žofie Amálie Ahlefeldtská                                          |  |  |  |  |  |  |  |                                                                 |
|                                                                      |                                                                        |  |  |                                                                    |  |  |  |  |  |  |  |                                                                 |
|                                                                      | Frederik Kristián I. Šlesvicko-Holštýnsko-Sonderbursko-Augustenburský  |  |  |                                                                    |  |  |  |  |  |  |  |                                                                 |
|                                                                      |                                                                        |  |  |                                                                    |  |  |  |  |  |  |  |                                                                 |
|                                                                      |                                                                        |  |  | Kristián Gyldenløve                                                |  |  |  |  |  |  |  |                                                                 |
|                                                                      |                                                                        |  |  |                                                                    |  |  |  |  |  |  |  |                                                                 |
|                                                                      | Frederika Luisa Danneskjoldová-Samsøeová                               |  |  |                                                                    |  |  |  |  |  |  |  |                                                                 |
|                                                                      |                                                                        |  |  |                                                                    |  |  |  |  |  |  |  |                                                                 |
|                                                                      |                                                                        |  |  | Šarlota Amálie Gyldenløveová                                       |  |  |  |  |  |  |  |                                                                 |
|                                                                      |                                                                        |  |  |                                                                    |  |  |  |  |  |  |  |                                                                 |
|                                                                      | Frederik Kristián II. Šlesvicko-Holštýnsko-Sonderbursko-Augustenburský |  |  |                                                                    |  |  |  |  |  |  |  |                                                                 |
|                                                                      |                                                                        |  |  |                                                                    |  |  |  |  |  |  |  |                                                                 |
|                                                                      |                                                                        |  |  | Kristián Karel Šlesvicko-Holštýnsko-Sonderbursko-Plönsko-Norburský |  |  |  |  |  |  |  |                                                                 |
|                                                                      |                                                                        |  |  |                                                                    |  |  |  |  |  |  |  |                                                                 |
|                                                                      | Bedřich Karel Šlesvicko-Holštýnsko-Sonderbursko-Plönský                |  |  |                                                                    |  |  |  |  |  |  |  |                                                                 |
|                                                                      |                                                                        |  |  |                                                                    |  |  |  |  |  |  |  |                                                                 |
|                                                                      |                                                                        |  |  | Dorotea Kristina Aichelberská                                      |  |  |  |  |  |  |  |                                                                 |
|                                                                      |                                                                        |  |  |                                                                    |  |  |  |  |  |  |  |                                                                 |
|                                                                      | Šarlota Amálie Šlesvicko-Holštýnsko-Sonderbursko-Plönská               |  |  |                                                                    |  |  |  |  |  |  |  |                                                                 |
|                                                                      |                                                                        |  |  |                                                                    |  |  |  |  |  |  |  |                                                                 |
|                                                                      |                                                                        |  |  | Kristián Detlev Reventlow                                          |  |  |  |  |  |  |  |                                                                 |
|                                                                      |                                                                        |  |  |                                                                    |  |  |  |  |  |  |  |                                                                 |
|                                                                      | Kristina Armgard Reventlow                                             |  |  |                                                                    |  |  |  |  |  |  |  |                                                                 |
|                                                                      |                                                                        |  |  |                                                                    |  |  |  |  |  |  |  |                                                                 |
|                                                                      |                                                                        |  |  | Benedikta Markéta von Brockdorff                                   |  |  |  |  |  |  |  |                                                                 |
|                                                                      |                                                                        |  |  |                                                                    |  |  |  |  |  |  |  |                                                                 |
| Kristián August II. Šlesvicko-Holštýnsko-Sonderbursko-Augustenburský |                                                                        |  |  |                                                                    |  |  |  |  |  |  |  |                                                                 |
|                                                                      |                                                                        |  |  |                                                                    |  |  |  |  |  |  |  |                                                                 |
|                                                                      |                                                                        |  |  |                                                                    |  |  |  |  |  |  |  |                                                                 |
|                                                                      |                                                                        |  |  |                                                                    |  |  |  |  |  |  |  |                                                                 |
|                                                                      | Adam Struensee                                                         |  |  |                                                                    |  |  |  |  |  |  |  |                                                                 |
|                                                                      |                                                                        |  |  |                                                                    |  |  |  |  |  |  |  |                                                                 |
|                                                                      |                                                                        |  |  |                                                                    |  |  |  |  |  |  |  |                                                                 |
|                                                                      |                                                                        |  |  |                                                                    |  |  |  |  |  |  |  |                                                                 |
|                                                                      | Johann Friedrich Struensee, Kristián VII. Dánský                       |  |  |                                                                    |  |  |  |  |  |  |  |                                                                 |
|                                                                      |                                                                        |  |  |                                                                    |  |  |  |  |  |  |  |                                                                 |
|                                                                      |                                                                        |  |  | Johann Samuel Carle                                                |  |  |  |  |  |  |  |                                                                 |
|                                                                      |                                                                        |  |  |                                                                    |  |  |  |  |  |  |  |                                                                 |
|                                                                      | Maria Dorothea Carlová                                                 |  |  |                                                                    |  |  |  |  |  |  |  |                                                                 |
|                                                                      |                                                                        |  |  |                                                                    |  |  |  |  |  |  |  |                                                                 |
|                                                                      |                                                                        |  |  |                                                                    |  |  |  |  |  |  |  |                                                                 |
|                                                                      |                                                                        |  |  |                                                                    |  |  |  |  |  |  |  |                                                                 |
|                                                                      | Luisa Augusta Dánská                                                   |  |  |                                                                    |  |  |  |  |  |  |  |                                                                 |
|                                                                      |                                                                        |  |  |                                                                    |  |  |  |  |  |  |  |                                                                 |
|                                                                      |                                                                        |  |  | Jiří II. Britský                                                   |  |  |  |  |  |  |  |                                                                 |
|                                                                      |                                                                        |  |  |                                                                    |  |  |  |  |  |  |  |                                                                 |
|                                                                      | Frederik Ludvík Hannoverský                                            |  |  |                                                                    |  |  |  |  |  |  |  |                                                                 |
|                                                                      |                                                                        |  |  |                                                                    |  |  |  |  |  |  |  |                                                                 |
|                                                                      |                                                                        |  |  | Karolina z Ansbachu                                                |  |  |  |  |  |  |  |                                                                 |
|                                                                      |                                                                        |  |  |                                                                    |  |  |  |  |  |  |  |                                                                 |
|                                                                      | Karolina Matylda Hannoverská                                           |  |  |                                                                    |  |  |  |  |  |  |  |                                                                 |
|                                                                      |                                                                        |  |  |                                                                    |  |  |  |  |  |  |  |                                                                 |
|                                                                      |                                                                        |  |  | Fridrich II. Sasko-Gothajsko-Altenburský                           |  |  |  |  |  |  |  |                                                                 |
|                                                                      |                                                                        |  |  |                                                                    |  |  |  |  |  |  |  |                                                                 |
|                                                                      | Augusta Sasko-Gothajsko-Altenburská                                    |  |  |                                                                    |  |  |  |  |  |  |  |                                                                 |
|                                                                      |                                                                        |  |  |                                                                    |  |  |  |  |  |  |  |                                                                 |
|                                                                      |                                                                        |  |  | Magdalena Augusta Anhalttsko-Zerbstská                             |  |  |  |  |  |  |  |                                                                 |
|                                                                      |                                                                        |  |  |                                                                    |  |  |  |  |  |  |  |                                                                 |